# Île Waiheke
L'île Waiheke est une île néo-zélandaise, située dans le golfe de Hauraki. C'est la deuxième plus grande île du golfe, après l’île de la Grande Barrière.
Cette île est située à environ une trentaine de minutes de bateau d'Auckland distant d'une vingtaine de kilomètres.
Elle possède une activité économique importante liée au tourisme mais aussi à l'agriculture. (Vignobles et oliveraies).
L'île fait 19,3 km de long de l'ouest à l'est et de 0,64 km à 9,65 km de large avec une surface de 92 km². Les côtes représentent 133,5 km et incluent 40 km de plages.
Huit mille habitants vivent sur l'île mais la population passe à 30 000 habitants l'été.
On trouve un aéroport privé (Waiheke Island Aerodrome) près de la baie d'Onetangi.

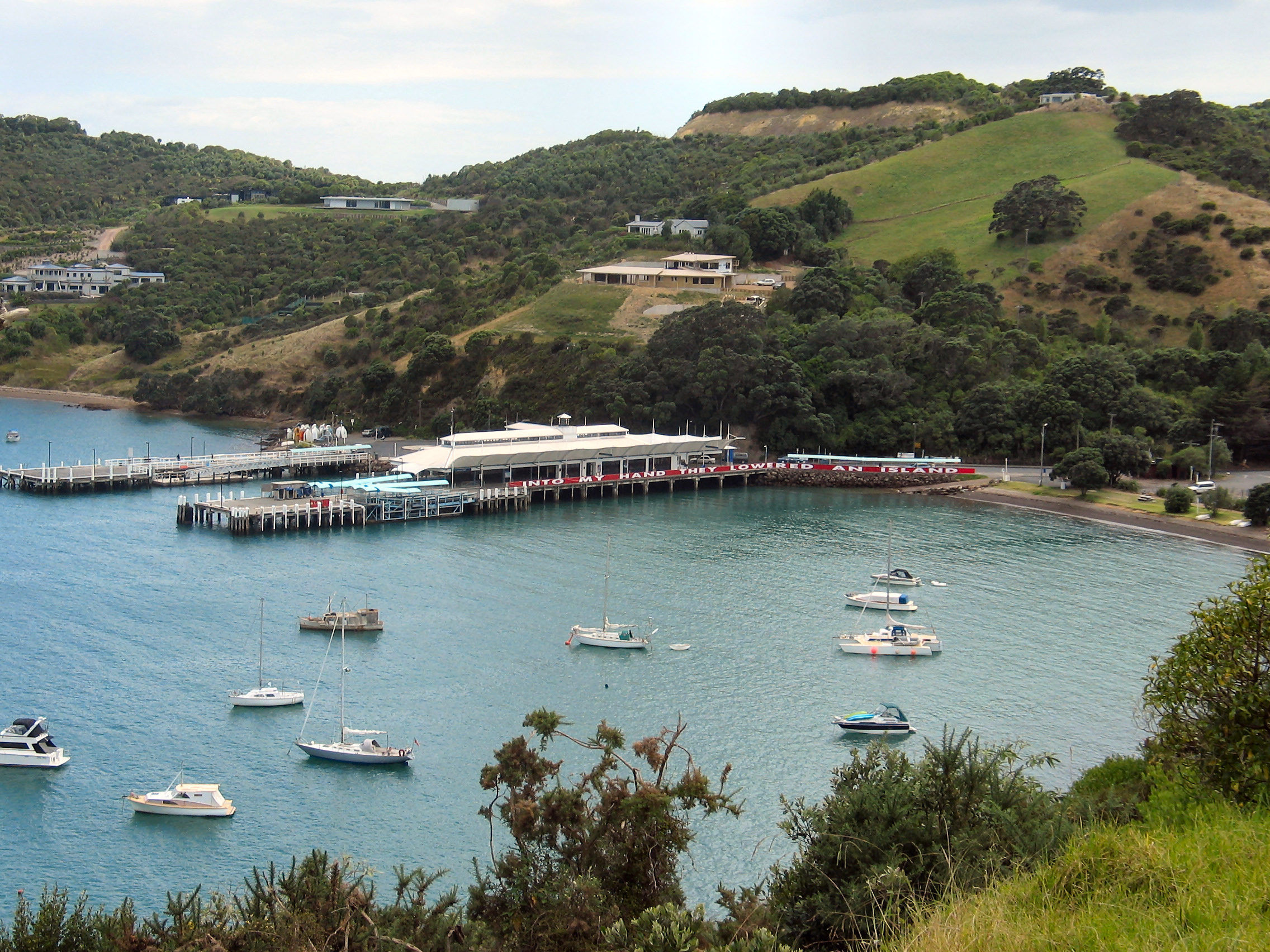
Le port ferry à Matiatia